# 达娜国际
沙龙·科亨（希伯來語：‎）（1969年–），艺名达娜国际（‎），出生名亚龙·科亨（‎），以色列歌手。达娜国际已发行8张唱片3张合辑，为以色列最为成功的歌手之一。